# Bøgestrøm
Bøgestrøm är en farled i Smålandsfarvandet i Danmark. Den ligger i Region Själland, i den sydöstra delen av landet, 70 km söder om Köpenhamn. Den förbinder Fakse Bugt i Östersjön med Stege Bugt.